# Grand Prix automobile d'Italie 1997
GP précédent GP suivant
Le Grand Prix automobile d'Italie 1997 (68° Gran Premio Campari d'Italia 1997), disputé sur le circuit de Monza le 7 septembre 1997, est la 610e épreuve de l'histoire du championnat du monde de Formule 1 courue depuis 1950 et la treizième manche du championnat 1997.

## Résultats des qualifications

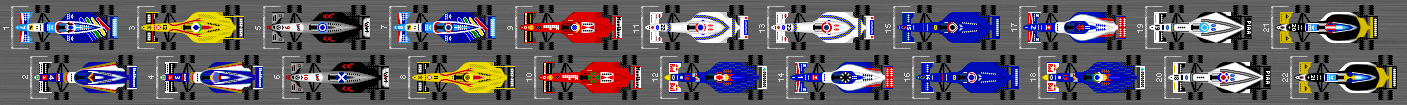
La grille de qualification du Grand Prix d'Italie 1997.

| Pos.                      | No | Pilote                | Écurie            | Temps    | Écart  | Tours |
| ------------------------- | -- | --------------------- | ----------------- | -------- | ------ | ----- |
| 1                         | 7  | Jean Alesi            | Benetton-Renault  | 1:22.990 |        | 10    |
| 2                         | 4  | Heinz-Harald Frentzen | Williams-Renault  | 1:23.042 | +0.052 | 11    |
| 3                         | 12 | Giancarlo Fisichella  | Jordan-Peugeot    | 1:23.066 | +0.076 | 12    |
| 4                         | 3  | Jacques Villeneuve    | Williams-Renault  | 1:23.231 | +0.241 | 11    |
| 5                         | 9  | Mika Häkkinen         | McLaren-Mercedes  | 1:23.340 | +0.350 | 10    |
| 6                         | 10 | David Coulthard       | McLaren-Mercedes  | 1:23.347 | +0.357 | 11    |
| 7                         | 8  | Gerhard Berger        | Benetton-Renault  | 1:23.443 | +0.453 | 11    |
| 8                         | 11 | Ralf Schumacher       | Jordan-Peugeot    | 1:23.603 | +0.613 | 11    |
| 9                         | 5  | Michael Schumacher    | Ferrari           | 1:23.624 | +0.634 | 12    |
| 10                        | 6  | Eddie Irvine          | Ferrari           | 1:23.891 | +0.901 | 12    |
| 11                        | 22 | Rubens Barrichello    | Stewart-Ford      | 1:24.177 | +1.187 | 11    |
| 12                        | 16 | Johnny Herbert        | Sauber-Petronas   | 1:24.242 | +1.252 | 11    |
| 13                        | 23 | Jan Magnussen         | Stewart-Ford      | 1:24.394 | +1.404 | 11    |
| 14                        | 1  | Damon Hill            | Arrows-Yamaha     | 1:24.482 | +1.492 | 12    |
| 15                        | 15 | Shinji Nakano         | Prost-Mugen-Honda | 1:24.553 | +1.563 | 11    |
| 16                        | 14 | Jarno Trulli          | Prost-Mugen-Honda | 1:24.567 | +1.577 | 12    |
| 17                        | 2  | Pedro Diniz           | Arrows-Yamaha     | 1:24.639 | +1.649 | 12    |
| 18                        | 17 | Gianni Morbidelli     | Sauber-Petronas   | 1:24.735 | +1.745 | 11    |
| 19                        | 19 | Mika Salo             | Tyrrell-Ford      | 1:25.693 | +2.703 | 8     |
| 20                        | 18 | Jos Verstappen        | Tyrrell-Ford      | 1:25.845 | +2.855 | 12    |
| 21                        | 20 | Ukyo Katayama         | Minardi-Hart      | 1:26.655 | +3.665 | 10    |
| 22                        | 21 | Tarso Marques         | Minardi-Hart      | 1:27.677 | +4.687 | 10    |
| Règle des 107% : 1:28.799 |    |                       |                   |          |        |       |

## Classement

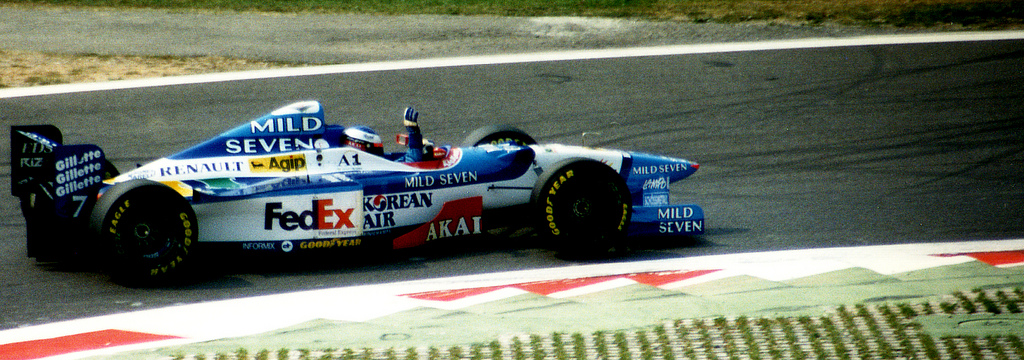
Jean Alesi sur Benetton au GP d'Italie 1997.

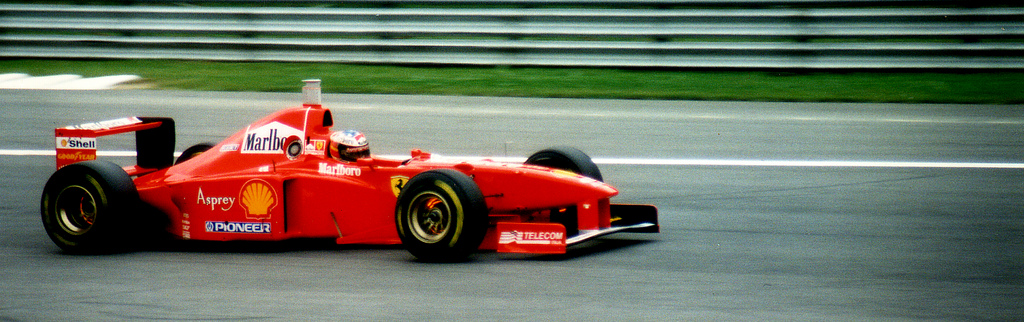
Michael Schumacher sur Ferrari au GP d'Italie 1997.

| Pos. | No | Pilote                | Écurie            | Tours | Temps/Abandon                      | Grille | Points |
| ---- | -- | --------------------- | ----------------- | ----- | ---------------------------------- | ------ | ------ |
| 1    | 10 | David Coulthard       | McLaren-Mercedes  | 53    | 1 h 17 min 04 s 609 (238,056 km/h) | 6      | 10     |
| 2    | 7  | Jean Alesi            | Benetton-Renault  | 53    | + 1 s 937                          | 1      | 6      |
| 3    | 4  | Heinz-Harald Frentzen | Williams-Renault  | 53    | + 4 s 343                          | 2      | 4      |
| 4    | 12 | Giancarlo Fisichella  | Jordan-Peugeot    | 53    | + 5 s 871                          | 3      | 3      |
| 5    | 3  | Jacques Villeneuve    | Williams-Renault  | 53    | + 6 s 416                          | 4      | 2      |
| 6    | 5  | Michael Schumacher    | Ferrari           | 53    | + 11 s 481                         | 9      | 1      |
| 7    | 8  | Gerhard Berger        | Benetton-Renault  | 53    | + 12 s 471                         | 7      |        |
| 8    | 6  | Eddie Irvine          | Ferrari           | 53    | + 17 s 639                         | 10     |        |
| 9    | 9  | Mika Häkkinen         | McLaren-Mercedes  | 53    | + 49 s 373                         | 5      |        |
| 10   | 14 | Jarno Trulli          | Prost-Mugen-Honda | 53    | + 1 min 02 s 706                   | 16     |        |
| 11   | 15 | Shinji Nakano         | Prost-Mugen-Honda | 53    | + 1 min 03 s 327                   | 15     |        |
| 12   | 17 | Gianni Morbidelli     | Sauber-Petronas   | 52    | + 1 tour                           | 18     |        |
| 13   | 22 | Rubens Barrichello    | Stewart-Ford      | 52    | + 1 tour                           | 11     |        |
| 14   | 21 | Tarso Marques         | Minardi-Hart      | 50    | + 3 tours                          | 22     |        |
| Abd. | 1  | Damon Hill            | Arrows-Yamaha     | 46    | Moteur                             | 14     |        |
| Abd. | 11 | Ralf Schumacher       | Jordan-Peugeot    | 39    | Collision                          | 8      |        |
| Abd. | 16 | Johnny Herbert        | Sauber-Petronas   | 38    | Collision                          | 12     |        |
| Abd. | 19 | Mika Salo             | Tyrrell-Ford      | 33    | Moteur                             | 19     |        |
| Abd. | 23 | Jan Magnussen         | Stewart-Ford      | 31    | Boîte de vitesses                  | 13     |        |
| Abd. | 18 | Jos Verstappen        | Tyrrell-Ford      | 12    | Boîte de vitesses                  | 20     |        |
| Abd. | 20 | Ukyo Katayama         | Minardi-Hart      | 8     | Crevaison                          | 21     |        |
| Abd. | 2  | Pedro Diniz           | Arrows-Yamaha     | 4     | Suspension                         | 17     |        |

## Pole position et record du tour
- Pole position : Jean Alesi en 1 min 22 s 990 (vitesse moyenne : 250,295 km/h).
- Meilleur tour en course : Mika Häkkinen en 1 min 24 s 808 au 49e tour (vitesse moyenne : 244,930 km/h).

## Tours en tête
- Jean Alesi : 31 (1-31)
- Mika Häkkinen : 2 (32-33)
- Michael Schumacher : 1 (34)
- David Coulthard : 19 (35-53)

## Statistiques
- 3e victoire pour David Coulthard.
- 106e victoire pour McLaren en tant que constructeur.
- 11e victoire pour Mercedes en tant que motoriste.